# Péculat

## Droit romain
La loi Julia sur le péculat (Lex Iulia de peculatu et pecunia residua, 59-58 av. J.-C.) défendait que personne "n'enlève, n'intercepte, ne tourne à son profit quelque chose de l'argent sacré, religieux ou public, ou ne fasse en sorte que quelqu'un ne l'enlève, ne l'intercepte, ne le tourne à son profit, à moins que cela ne lui soit permis par la loi ; et que quelqu'un n'introduise ou ne mêle quelque chose dans l'or, l'argent ou le cuivre public, ou ne fasse en sorte que quelque chose y soit introduit ou mêlé sciemment par dol pour les détériorer."
La peine du péculat était l'interdiction du feu et de l'eau (aquae et ignis interdictio), c'est-à-dire le bannissement, ainsi que la perte de tous ses biens.
Le Code de Théodose condamnait les magistrats, gouverneurs de provinces et receveurs qui avaient soustrait les deniers publics, ou favorisé la soustraction faite par d'autres, pendant leur administration, au bannissement, aux mines et même à la mort.
L'Ekloga de Léon III abrogea la peine capitale pour le crime de péculat. Elle prévoyait la déchéance du droit de citoyenneté romaine et la condamnation à restituer le double des sommes détournées.

## Droit de l'Ancien Régime
Sous l'Ancien Régime, le péculat était le vol ou la dissipation des deniers royaux ou publics, par les receveurs et autres officiers qui en avaient le maniement ou à qui le dépôt en avait été confié, ou même par les magistrats qui en avaient été les ordonnateurs. Le détournement des deniers privés, par les mêmes officiers, ne constituait point le même crime, même si ces deniers leur avaient été confiés à raison de leurs fonctions.
L'ordonnance royale de janvier 1629 (Code Michau) (art. 390 à 398) déclarait coupables de péculat tous ceux qui, étant préposés pour le maniement des deniers royaux, emportent les deniers dont la recette leur est confiée, ou les détournent de leurs caisses, ou sortent du royaume sans en avoir rendu compte, ou font de faux emplois ou des omissions dans leurs comptes, ou se trouvent débiteurs de fortes sommes sans pouvoir vérifier la cause de leurs pertes. 
La peine ordinaire de ce crime était la condamnation aux galères ou au bannissement perpétuel, avec confiscation des biens. C'était ainsi qu'avait été interprétée l'ordonnance du 1er mars 1545 remise en vigueur par la déclaration du 26 novembre 1633, et portant : « Ordonnons que le crime de péculat sera puni par confiscation de corps et de biens, par quelque personne qu'il ait été commis. » 
Cependant l'article 398 de l'ordonnance de janvier 1629, la déclaration du 5 mai 1690 et celle du 3 juin 1701, prévoyaient la peine de mort pour les cas plus graves. Le maréchal Louis de Marillac a ainsi été condamné à mort en 1632 par une commission extraordinaire de justice sur le seul fondement du crime de péculat.
Nicolas Fouquet fut reconnu coupable de péculat et de lèse-majesté par une Chambre de justice composée de magistrats spécialement choisis par Louis XIV et condamné, le 21 décembre 1664, au bannissement hors du royaume. On sait que Louis XIV commua la sentence en détention perpétuelle à Pignerol, place forte royale située dans les Alpes.
De nos jours, on ne parle plus de péculat mais de détournement de fonds publics ou de corruption.